# Црква Светог Николе у Браљини
Црква Светог Николе у Браљини, насељеном месту пет километара удаљеним од Сталаћа, на територији општине Ћићевац. Припада Епархији крушевачкој Српске православне цркве.  
Црква се први пут спомиње у раваничкој повељи 1377. године, из чега би произашло да је била подигнута пре Раванице. Представља непокретно културно добро као споменик културе од великог значаја.

## Изглед цркве
Њен данашњи изглед је плод обнове коју су предузели парохијани 1820. године, о чему сведочи натпис свештеника Николе Поповића на западној фасади, постављен тек 1907. године. Првобитна црква била је једнобродна, дубоке полукружне апсиде, са полукружно засведеним нишама у функцији проскомидије и ђаконикона, највероватније полуобличасто засведена. У обнови из 19. века добила је кубе осмостраног тамбура, неспретно изведених пандантифа, ослоњених о пиластре. Осветљена је са три прозора на тамбуру куполе, једним на олтарском простору и једним на јужном зиду. Зидови су грађени од ломљеног и притесаног камена, а купола и сводови од тесане сиге. Фреске су невешто ретуширане, могуће приликом обнове из 1820, а може се очекивати да под малтерним и кречним намазима постоји још живописа. У цркви је сачуван иконостас без уметничких вредности.